# Kinosternon acutum
Kinosternon acutum är en sköldpaddsart som beskrevs av Gray 1831. Kinosternon acutum ingår i släktet Kinosternon, och familjen slamsköldpaddor. IUCN kategoriserar arten globalt som nära hotad. Inga underarter finns listade.

## Utbredning
Arten finns vild i Mexiko, Guatemala och Belize i Centralamerika.

## Habitat
Arten beskrivs finnas som landlevande och i sötvatten.